# Souillac
Souillac es una localidad y comuna francesa, situada en el departamento del Lot y en la región de Mediodía-Pirineos. 

## Demografía
| 3 209 | 3 630 | 3 845 | 3 570 | 3 459 | 3 671 | 3 898 |
| Para los censos de 1962 a 1999 la población legal corresponde a la población sin duplicidades (Fuente: INSEE [Consultar]) |       |       |       |       |       |       |

## Monumentos y lugares turísticos

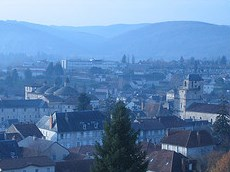
Vista general.

- La iglesia abacial de Santa María, del siglo XII, con planta de cruz latina de 55 m de largo y 14 de ancho, con un transepto de 33 m, ábside con tres capillas. La portada fue reconstruida a partir de elementos de la antigua. La entreventana y sus tres caras (el Pecado, el Caos, el Perdón), el profeta Isaías, obra maestra del arte románico (se dice que André Malraux la contempló durante tres horas), el tímpano representando la leyenda del monje Teófilo.
- La iglesia parroquial de San Martín, del siglo XII, fue dañada durante las guerras de religión. Transformada en ayuntamiento desde 1829 hasta 1985, hoy se ha convertido en la oficina de turismo. La sala San Martín, célebre por sus magníficas bóvedas góticas, es hoy en día utilizada para la celebración de matrimonios y de exposiciones artísticas.
- El puente Louis Vicat, fue construido entre 1812 y 1822 por Louis-Joseph Vicat, que inventó y utilizó por primera vez la cal hidráulica artificial y encontró la fórmula en el cemento romano'.
- Las riberas del Dordoña, románticas y reputadas.
- El Viaducto de la Borrèze (Souillac es conocida por la ciudad de los siete viaductos)